# محمد العوين
محمد بن عبد الله العوين (1958- ) إعلامي وكاتب وصحفي سعودي، وأستاذ جامعي من مواليد حوطة بني تميم. متزوج وأب لثلاثة أولاد وبنت.

## المؤهلات العلمية
- تلقى تعليمه العام في حوطة بني تميم. وحصل على الإجازة الجامعية من جامعة الإمام محمد بن سعود الإسلامية – كلية اللغة العربية – عام 1400 هـ/1980 م.
- حصل على شهادة الماجسـتير من الكلية نفسها بتاريخ 1410هـ / 1990م، وعنوان رسالته: (المقالة في الأدب السعودي الحديث من عام 1343 إلى 1400هـ).
- والدكتوراه من الكلية نفسها بتاريخ 1420هـ / 2000م، وعنوان أطروحته: (صورة المرأة في القصة السعودية من عام 1349 إلى 1418هـ).[1]

## الدورات العلمية والتدريبية
- تلقى دورات تدريبية في المجال الإعلامي في باريس عـام 1402هـ (إذاعة مونتي كارلو) ، وفي (إذاعة أبو ظبي) عـام 1430هـ ، وفي (المركز العربي للتدريب الإذاعي والتلفزيوني بدمشق) عـام 1406هـ ، وعام 1414 هـ .
- تلقى دورة متقدمة في مجال الحاسب الآلي عـام 1421هـ .

## الخبرات العملية

### المجال الإذاعي والتلفزيوني
- التحق بالعمل الإذاعي والتلفزيوني عـام 1398هـ، وتدرج فيهما، وقدم العديد من البرامج الإذاعية والتلفزيونية، كما شارك في كثير من المناسبات الرسمية الوطنية والعربية والإسلامية، وقام بمزاولة كل أصناف العمل الإذاعي من إعداد وتقديم البرامج والنشرات الإخبارية في الإذاعة والتلفزيون .
- عين كبيراً للمذيعين بإذاعة الرياض 1420هـ.[2]
- عين مديراً للبرامج الحوارية والثقافية بالقناة الأولى بالتلفزيون 1424هـ .
- عين مديراً عاماً لإدارة الإعلام والنشر بوكالة الوزارة للشؤون الثقافية بتاريخ 1/6/1428هـ إلى أن عين عضو هيئة تدريس بتاريخ 20/2/1430هـ .

### في المجال الوظيفي
- عضو اللجنة الإعلامية في مركز الملك عبد العزيز للحوار الوطني.
- عُين مديراً عاماً لإدارة الإعلام والنشر بوكالة وزارة الثقافة والإعلام للشؤون الثقافية بتاريخ 1/6/ 1428هـ.

### في المجال الصحفي
- محرراً وكاتباً بجريدة الجزيرة ابتداءً من عام 1398هـ ثم مشرفاً مشاركاً على القسم الأدبي بالجريدة.
- أعدّ العديد من الملاحق الصحفية عن قضايا وطنية واجتماعية مختلفة.
- عمل رئيساً للقسم الثقافي بصحيفة المسائية عام 1402هـ إلى عام 1407هـ.
- عمل مشرفاً ثقافياً في القسم الأدبي بجريدة الرياض خلال الفترة من 1408هـ إلى 1410هـ.
- عمل رئيساً للقسم الثقافي بمجلة اليمامة منذ عام 1410هـ إلى عام 1412هـ.[3]
- نشر في العديد من الصحف والمجلات منها: الإعلام، اليمامة، الجزيرة، الرياض، ملحق الأربعاء، الاقتصادية، المجلة العربية، الفيصل، الحرس الوطني، ومجلات محكمة مثل: التوباد والدارة.

## المؤلفات
- تداعيات العبث في الفكر والأدب، 1406هـ/1986م.
- عفو الخاطر: 1412هـ/1991م ويقع في جزأين.
- المقالة في الأدب السعودي الحديث، صدرت الطبعة الأولى منه في جزأين 1412هـ/1991م، وصدرت الطبعة الثانية منه في جزء واحد عام 1426هـ/2005م.
- صورة المرأة في القصة السعودية، ويقع في جزأين 1423هـ/2002م.
- كلمات: معارك أدبية ودراسات نقدية 1424هـ/2003م.
- مواجهات: سير ومكاشفات جريئة مع أعلام في الثقافة والأدب 1427هـ/2006م.
- رسائل ابن بطوطة، 1429هـ/2008م.
- كتابات نسائية متمردة، 14429هـ/2008م.[4]
- قضايا المرأة السعودية من خلال السرد، 1430 هـ/ 2009م.
- تجربة فتى متطرف: سيرة روائية، 1432هـ/2011م[5] (وهي لون من الكتابة السيرية في قالب روائي وصفي لمرحلة فكرية مهمة من تاريخنا الوطني ما بين عامي 1390 - 1400هـ).
- الذكريات: زمن الطيبين، 2023.[6]